# أرنولد فان شينب
أرنولد فان شينب (بالفرنسية: Arnold van Gennep)‏ (و. 1873 – 1957 م) هو عالم الإنسان، وبروفيسور (أستاذ جامعي) من فرنسا. ولد في لودفيغسبورغ.

## روابط خارجية
- أرنولد فان شينب على موقع الموسوعة البريطانية (الإنجليزية)